# Elói Mendes (kommun)
Elói Mendes är en kommun i Brasilien.   Den ligger i delstaten Minas Gerais, i den sydöstra delen av landet, 700 km söder om huvudstaden Brasília. Antalet invånare är 25 266.
Följande samhällen finns i Elói Mendes:
- Elói Mendes

Omgivningarna runt Elói Mendes är huvudsakligen savann. Runt Elói Mendes är det ganska glesbefolkat, med 47 invånare per kvadratkilometer.